# Jean-François Spault
Jean-François Spault est un footballeur français, né le 20 septembre 1957 à Arras (Pas-de-Calais), qui jouait au poste de défenseur du milieu des années 1970 jusqu'au milieu des années 1980.

## Biographie
Formé au SC Abbeville, il débute avec l'équipe première en amateur, avant de monter en Division 2 en 1980.
Son principal fait d'armes est de tenir tête au Paris Saint-Germain le 12 mars 1983, lors du 1/16e de finale de Coupe de France, où Abbeville gagne le match retour 1-0 au stade Paul-Delique, après avoir perdu 2-0 à l'aller au Parc des Princes.
Il dispute un total de 80 matchs en Division 2 entre 1980 et 1986, inscrivant 2 buts.
Son frère Alain Spault a été footballeur professionnel en même temps que lui au SC Abbeville.

## Carrière
- 1976-1986 :  : SC Abbeville (CFA - DH - CFA2 - CFA - D2)
- 1986-1987 :  : AS Aix-en-Provence (CFA)